# Anita Vázquez Barrancúa
Ana Vázquez Barrancúa, conocida como Anita Vázquez Barrancúa, (Avilés, c. 1911-Gijón, 16 de febrero de 1938) fue una miliciana y comunista española víctima de la represión franquista que fue condenada a muerte y fusilada.

## Biografía
Anita Vázquez Barrancúa nació en la localidad asturiana de Avilés, aunque era vecina de Gijón. Era hija de Socorro y José, estaba soltera y se dedicó a la labranza. Fue militante del Partido Comunista Español y del Socorro Rojo Internacional. Ejerció como policía secreta y después fue miliciana voluntaria en el frente en el Batallón Máximo Gorki en la guerra civil española.
El 18 de junio de 1937, fue juzgada por el Tribunal Popular de Vizcaya, que abordaba los casos de espionaje, siendo absuelta. El 19 de enero de 1938 fue condenada a muerte en un consejo de guerra celebrado en el Antiguo Instituto Jovellanos de Gijón. Fue ejecutada por fusilamiento el 16 de febrero de 1938 a los 27 años. Su cadáver fue enterrado en una fosa común del cementerio de Ceares de Gijón. Junto a ella, fueron fusilados veinte hombres.

## Reconocimientos
El 14 de abril de 2010, se incluyó el nombre de Vázquez en el monolito homenaje instalado en el cementerio de Ceares de Gijón, en el que se recoge a las 1.934 víctimas de la represión franquista en la ciudad.
En 2017, se instaló una placa en el Museo Nicanor Piñole en honor a las ocho mujeres represaliadas entre diciembre de 1937 y agosto de 1939 por el franquismo en Gijón. En ella figuraban, además de Vázquez, Eladia García Palacios, Juana Álvarez Molina, Estefanía Cueto Puertas, Belarmina Suárez Muñiz, Anita Orejas, Teresa Santianes Giménez y Máxima Vallinas Fernández.